# Type 1 Chi-He
Type 1 Chi-He (Japans: 一式中戦車 チへ, Ichi-shiki chusensha Chihe?) is een Japanse tank gebruikt tijdens de Tweede Wereldoorlog en de opvolger van Type 97 Chi-Ha.

## Ontwerp
Omdat het 57mm-geschut van de Japanse gevechtstank Type 97 Chi-Ha niet in staat was door moderne, zware bepantsering heen te dringen, werd er op basis van dit tankmodel een nieuwe serie tanks ontwikkeld. De eerste van deze nieuwe serie was Type 1 Chi-He, dat in 1941 verscheen.
Vergeleken met zijn voorganger was de nieuwe tank iets langer en groter. Zijn dikkere pantser was vastgelast in plaats van vastgenageld en de tank was twee ton zwaarder. De dieselmotor van de nieuwe tank, een Mitsubishi Type 100, was 52 kW krachtiger dan de Mitsubishi Type 97 en daardoor ruimschoots in staat het extra gewicht van de nieuwe bepantsering te compenseren. Het 47mm-geschut, dat over een loop van 2,250 m beschikte, had een hogere vuursnelheid dan de oude bewapening en een mondingssnelheid van 810 m/s. Dit alles maakte dat het bijna twee keer zo effectief was in het doorboren van bepantsering dan het 57mm-geschut van Type 97. Het kanon was geplaatst in een driepersoons geschutskoepel.

## Varianten
- Ta-Ha-A Chi-He met dubbel 37mm-luchtafweergeschut in plaats van het 47mm-kanon.